# Musée national du palais Mansi
Le musée national du palais Mansi (en italien : Museo Nazionale di palazzo Mansi) est une pinacothèque située à Lucques, en Toscane. Il est situé Via Galli Tassi 43, dans un palais acquis par la famille Mansi en 1616. On y trouve une œuvre du Tintoret, Portrait de sénateur vénitien, et des tableaux de Domenico Beccafumi, de Guido Reni, Domenico Ghirlandaio, Paul Véronèse, Le Titien, Agnolo Bronzino et de peintres flamands.
Léopold II de Toscane a fait don de sa collection à la ville de Lucques quand celle-ci a été annexée par le grand-duché de Toscane.